# Élections législatives de 1978 en Haute-Volta
Les élections législatives sont organisées en Haute-Volta le 30 avril 1978 pour renouveler l'Assemblée nationale, qui compte 57 députés. Elles se déroulent pour la première fois en application de la Constitution de 1977, il s'agit des premières élections législatives depuis 1970.
La constitution de 1977 limite le nombre de partis politiques à trois, ce qui signifie que seuls les trois plus grands partis de l'Assemblée ont été autorisés à continuer d'exister. Le Parti du regroupement africain, le parti le plus ancien du pays, disparait légalement.

## Résultats
Huit partis présentant au total 367 candidats sont en lice pour les 57 sièges de l'Assemblée nationale.
| Parti                     | Parti                                                   | Voix      | %     | Députés | +/-           |
| ------------------------- | ------------------------------------------------------- | --------- | ----- | ------- | ------------- |
|                           | Union démocratique voltaïque (UDV RDA)                  | 455 329   | 42,54 | 28      | 9             |
|                           | Union nationale pour la défense de la démocratie (UNDD) | 244 754   | 22,87 | 13      | Nv            |
|                           | Front progressiste voltaïque (FPV)                      | 169 331   | 15,82 | 9       | Nv            |
|                           | Parti du regroupement africain (PRA)                    | 102 335   | 9,56  | 6       | 6             |
|                           | Union nationale des indépendants (UNI)                  | 79 367    | 7,42  | 1       | Nv            |
|                           | Mouvement des indépendants du PRA                       | 18 361    | 1,72  | 0       | Nv            |
|                           | Groupement d'action populaire                           | 827       | 0,08  | 0       | Nv            |
|                           |                                                         |           |       |         |               |
| Suffrages exprimés        | Suffrages exprimés                                      | 1 070 304 | 95,41 |         |               |
| Votes blancs et invalides | Votes blancs et invalides                               | 51 495    | 4,59  |         |               |
| Total                     | Total                                                   | 1 121 799 | 100   | 57      | en stagnation |
| Abstentions               | Abstentions                                             | 1 805 617 | 61,68 |         |               |
| Inscrits / participation  | Inscrits / participation                                | 2 927 416 | 38,32 |         |               |